# 친유럽주의 정당 목록
다음은 유럽과 유럽 부근 지역 각국의 친유럽주의 성향의 정당들의 목록이다. 거의 대부분의 친유럽주의 정당들은 사회보수주의, 사회자유주의, 사회민주주의, 녹색 정치 등의 성향을 가지고 있다.

## 유럽연합 소속 국가의 정당

### 가
- 그리스
  - 신민주주의당
  - 급진좌파연합
  - 변화를 위한 운동
  - 중도파 연합

### 나
- 네덜란드
  - 민주66
  - 자유민주국민당
  - 노동당
  - 기독교민주당 아펠
  - 녹색좌파당

### 다
- 덴마크
  - 덴마크 사회자유당
  - 사회민주당
  - 좌파당
  - 보수인민당

- 독일
  - 동맹 90/녹색당
  - 기민·기사연합
    - 독일 기독교민주연합
    - 바이에른 기독교사회연합

  - 독일 사회민주당
  - 자유민주당
  - 당

### 라
- 라트비아
  - 단결
  - 라트비아의 발전을 위하여
  - 운동을 위하여!
  - 신보수당

- 루마니아
  - 국민자유당
  - 인민운동당
  - 자유민주연합
  - 루마니아 헝가리인 민주연합

- 룩셈부르크
  - 기독사회인민당
  - 룩셈부르크 사회주의 노동자당
  - 민주당
  - 녹색

- 리투아니아
  - 조국연합-리투아니아 기독교민주연합
  - 리투아니아 사회민주당
  - 자유운동
  - 노동당

### 마
- 몰타
  - 국민당
  - 노동당
  - 민주당
  - 민주적 대안

### 바
- 벨기에
  - 혁신운동
  - 열린 플람스 자유민주당
  - 사회당
  - 다른 사회당
  - 기독교민주당과 플람스
  - 인문민주중도
  - 생태
  - 독립, 연방, 민주주의

### 사
- 스웨덴
  - 스웨덴 사회민주노동당
  - 온건당
  - 중앙당
  - 자유당
  - 기독교민주당

- 슬로바키아
  - 기독교민주운동
  - 방향-사회민주주의
  - 모스트-히드

- 슬로베니아
  - 현대중앙당
  - 슬로베니아의 연금수령자 민주당
  - 사회민주당
  - 신슬로베니아-기독교민주당
  - 슬로베니아 인민당

### 아
- 아일랜드
  - 아일랜드인 가족
  - 아일랜드 전사단
  - 노동당
  - 사회민주파들
  - 녹색당

- 에스토니아
  - 사회민주파
  - 에스토니아 중앙당
  - 에스토니아 개혁당
  - 에스토니아 녹색당
  - 조국과 공화국을 위한 연합
  - 에스토니아 자유당

- 오스트리아
  - 오스트리아 인민당
  - 오스트리아 사회민주당
  - 녹색 - 녹색 대안
  - NEOS - 신오스트리아와 자유포럼

- 이탈리아
  - 민주당
  - 전진하자 이탈리아
  - +유럽
  - 생동하는 이탈리아

### 차
- 체코
  - 불만족스러운 시민 행동
  - 기독교민주연합-체코슬로바키아 인민당
  - 체코 해적당
  - 체코 사회민주당
  - 녹색당
  - 전통 번영을 위한 책임
  - 시장과 독립

### 카
- 키프로스
  - 민주집회당
  - 민주당

### 파
- 포르투갈
  - 사회민주당
  - 사회당
  - 사람-동물-자연
  - 자유주의구상

- 폴란드
  - 시민 연단
  - 현대
  - 폴란드 인민당
  - 민주좌파연합
  - 녹색
  - 유럽민주연합당
  - 폴란드 사회당

- 프랑스
  - 전진하는 공화국!
  - 민주운동
  - 공화파들
  - 사회당
  - 유럽 생태녹색당
  - 민주주의자와 무소속 연합

- 핀란드
  - 중앙당
  - 국민연합당
  - 핀란드 사회민주당
  - 녹색동맹
  - 핀란드 스웨덴인당

### 하
- 헝가리
  - 민주연합
  - 헝가리 사회당
  - 헝가리 자유당
  - 온건 헝가리 운동
  - 모멘툼 운동
  - 헝가리를 위한 대화
  - 시민보수당

## 비유럽연합 소속 국가의 정당

### 라
- 러시아
  - 야블로코
  - 성장당
  - 러시아 공화당-인민자유당

### 바
- 벨라루스
  - 벨라루스 정당 "녹색당"

### 사
- 세르비아
  - 세르비아 진보당
  - 민주당
  - 자유민주당
  - 자유시민 운동
  - 인민당

- 스위스
  - 스위스 사회민주당
  - 스위스 녹색당
  - 스위스 녹색자유당
  - 스위스 기독교민주인민당

### 아
- 알바니아
  - 알바니아 민주당
  - 알바니아 사회당
  - 통합을 위한 사회주의 운동
  - 알바니아 공화당
  - 연합 인권당

- 아르메니아
  - 아르메니아 민주자유당
  - 민주자유당
  - 아르메니아 유럽당
  - 자유민주파들

- 영국
  - 전국 정당 : 자유민주당, 여성평등당
  -  북아일랜드 : 사회민주노동당
  -  스코틀랜드 : 스코틀랜드 국민당, 스코틀랜드 녹색당
  -  웨일스 : 잉글랜드와 웨일스 녹색당, 플라이드 컴리, 북아일랜드 연합당

- 우크라이나
  - 인민의 종
  - 전우크라이나 연합 "조국"
  - 유럽연대
  - 목소리
  - 우크라이나 인민당
  - 우리 우크라이나
  - 인민전선

### 자
- 조지아
  - 조지아의 꿈-민주 조지아
  - 자유운동-유럽 조지아
  - 통합국민운동
  - 자유민주당
  - 조지아 공화당

### 타
- 튀르키예
  - 공화인민당
  - 인민민주당
  - 좋은당